# 地球温暖化詐欺 (映画)
『地球温暖化詐欺』（ちきゅうおんだんかさぎ、The Great Global Warming Swindle）は、イギリスのドキュメンタリー番組である。地球温暖化の主な原因は人間活動であるという科学的なコンセンサスに異論を唱え、論争を巻き起こした。この映画はイギリスのテレビプロデューサーである Martin Durkin によって製作された。番組の内容は、人為的な温暖化という科学的なコンセンサスに懐疑的な科学者や、経済学者、政治家、作家などを紹介するものである。この番組の宣伝資料には、人間による地球温暖化は「嘘」であると書かれている。
イギリスのチャンネル4はこのドキュメンタリーを2007年3月8日に初めて放映した。テレビ局によるこの映画の説明は次のようなものであった。「この映画は多くの一流の科学者が同じ結論にたどり着き、十分に立証された視点を集めたコンセンサスに対する反論である。賛否両論の映画であるが、私たちは論争のすべての立場が放送されることが重要だと考える。」
このドキュメンタリーは多くの科学組織や科学者たちに激しく批判された。批判した科学者の中には、映画に登場した2人の科学者も含まれている。映画を批判した人によれば、この映画はデータを誤用・捏造しているほか、古い研究に立脚していて、誤解を招く議論を用いており、IPCCの立場を不正確に伝えている。
このため、この映画は多くの科学者やジャーナリストらによって、「映画自体が詐欺」「純粋なプロパガンダである」などと批判された。
科学者たちからの抗議を受けて、2008年7月21日、イギリスのメディア規制機関のOfcomは、放送された番組は不公平性と偏向についてイギリスの放送コードを破っていると判断を下した。この判断に基づき、チャンネル4はOfcomの調査結果をまとめて放送することが要求されるが、処罰はない。

## この映画で提示された観点
この映画の基本的な前提は、地球温暖化の人為的な原因についての現在の科学的なコンセンサスには多くの科学的な欠陥があるということと、市民や科学者のコミュニティがこのことについて知ったり議論したりすることを科学者の権威やメディアの既得権益が妨げているということである。映画によれば、公表された科学的なコンセンサスは「温暖化活動家産業」の産物であり、その活動は研究費を求める研究者によって後押しされているということになっている。映画が他に犯人として挙げるのは欧米の環境保護主義者であり、アフリカで安い化石燃料の代わりに高価な太陽光発電や風力発電を宣伝し、アフリカの国々の工業化の足を引っ張っているとされる。
映画の中で多くの学者、環境保護主義者、シンクタンクのコンサルタントや作家がインタビューを受け、映画の主張を支持した。その中には、グリーンピースの初期メンバーであったがここ21年は批判をしている Patrick Moore や、マサチューセッツ工科大学の気象学の教授の Richard Lindzen、バージニア大学の環境科学の教授の Patrick Michaels、1962年から1966年まで New Scientist 誌の編集者をしていた ナイジェル・コールダー、アラバマ大学の地球システム科学センターの教授であり所長の John Christy、パスツール研究所の Paul Reiter、イギリスの元財務大臣の Nigel Lawson、イギリスの気象予報士の Piers Corbyn がいた。映画に登場した科学者のうち、Christy、Lindzen、Michaelsを含む8人は、アメリカの新保守主義や右翼のシンクタンクと関係があり、それらのシンクタンクは石油メジャーであるエクソンモービルから数千万ドルを受け取っている。
マサチューセッツ工科大学の海洋学の教授の Carl Wunsch もインタビューを受けたが、彼は映画の結論とインタビューの使われ方に強く反対すると述べた。

## 映画の主張
映画の立場は現在の気候変動に対する科学的な考え方に対して強く懐疑的なものである。映画によれば、気候変動についてのコンセンサスは「数十億ドルの世界的な産業」の産物であり、狂信的な反工業主義の環境保護主義者によって作られ、恐怖話を振りまいて研究費を取ろうとする科学者に支持され、そこに加担した政治家とメディアに支えられたものだということになっている 。
この映画では、一連のインタビューとグラフを使い、証拠の不整合と思われるものや、イデオロギーと政治が果たしたといわれる役割に焦点を当てることによって、科学的なコンセンサスに挑戦している。

### 証拠についての問題
映画は、人為的温暖化の理論を支持する証拠の矛盾と不整合であると映画の製作者が考えたものを明らかにするところから始まる。
実際には、これらの論点は、間違ったデータや捏造されたデータに基づいているか、近年の気温の上昇が人為的な二酸化炭素の放出によるものかどうかには関係のない論点であり、多くの科学者が反論している。
- 1940年からの大気中の二酸化炭素の濃度と温度の変化について。この映画は、大気中のCO2の濃度の記録は1940年から増え続けているが、この期間では地球の気温は1975年まで低下しそのあと上昇したと主張する。最初に放送されたとき、番組はあるグラフをつけてこの主張を支持した。番組のプロデューサーは、そのグラフは20年前に出版されたアメリカ航空宇宙局の資料によるものだと言っていた。しかし後になってそれは1998年の Medical Sentinel という雑誌の記事に見つかったものだと訂正された。そのグラフの著者は Oregon Institute of Science and Medicine の研究者で、京都議定書の温室効果ガス規制に反対したオレゴン申請を出版している。番組のプロデューサーである Martin Durkin はグラフの時間軸が「間違って貼られていた」こと、すなわち本当は1988年までのものが2000年までとなっていたことを認めた。このグラフは、後の放送では1988年までのデータに訂正された[20]。
- 温暖化の速さのばらつきについて。番組では、温室効果による気温上昇のモデルのすべてが、対流圏での気温上昇が最も大きく地表の近くで最も小さいことを予測しているが、人工衛星や気象観測気球による現在のデータ（Satellite temperature measurements）ではこのモデルに反して、地表での気温上昇が対流圏の下部での上昇以上に大きいと主張した。
- 氷河期の終わりにおけるCO2 と気温の上昇について。映画によると、氷河期が終わる頃、CO2 の濃度の上昇は気温の上昇より遅れていた。
- 大気中の二酸化炭素と気温の変動の関係について。地球の気象が寒冷化するときは海洋は二酸化炭素を吸収し、温暖化するときは二酸化炭素を放出するのだから、二酸化炭素の濃度の増加や減少は気温の上昇や下降の結果であって、二酸化炭素の濃度の変化に気温が追従しているのではない、と映画は主張する。
- 海の物質量の大きさの気温変化への影響について。世界の海には非常に大きな量の物質があるのだから、大気の気温変化が海に伝わるのには数百年かかり、これがボストーク基地や他の氷床コアのデータでは大気中の二酸化炭素の濃度の変化が気温の変化に800年遅れていることの理由であると番組は論じた。
- 気候変動への水蒸気の影響について。映画によれば、水蒸気は温室効果ガスの95%を占め、地球の気温にもっとも大きな影響を及ぼしている。水の粒子は雲の形になると入射する太陽の熱を反射するが、この雲の効果は未来の天候のパターンやその地球温暖化への影響を予測しようとしている科学者は正確にはシミュレートできないと論じた。
- 気候変動への二酸化炭素の影響について。二酸化炭素は非常に地球の大気の中で非常に小さい割合、すなわち 0.054% しか占めていない、と映画は主張する。映画によれば、人間活動はさらにその1%にしか寄与していないが、火山は1年当たり人間よりずっと多くのCO2 を排出している（Durkin は後にこの主張が間違いであることを認めたが、批判に対しては「彼らはあら捜しをしようとしたり、映画に投げつける物を必死で探そうとしているのだ。議論の本質にはまったく影響を与えない。」と答えた[21]。）一方、植物と動物は150ギガトンの二酸化炭素を毎年排出している。腐敗する葉もさらにCO2 を排出するし、海は「これまででもっとも大きなCO2 の排出源である」という。人間活動は1年に「たった」6.5ギガトンのCO2を排出しているに過ぎない。人間が排出したCO2が地球温暖化の原因になるのは不可能だと映画は結論づけた。
- 気候変動に対する太陽の影響について。映画は地球温暖化の太陽変動理論を強調し、現在の太陽活動が高いレベルにあることと地球の気温と直接関係していることを指摘した。仮定されたメカニズムは宇宙線や太陽からの熱が雲の形成を促進することなどが含まれていた。太陽活動はどんな人間活動やその他の自然活動よりも地球の温暖化や寒冷化に影響を及ぼしていると映画は論じた[22]。
- 温暖化の昔話について。現在の温暖化の出来事は別に目だったものではなく、中世の温暖期ではもっと気温が極端であり、西ヨーロッパは大きく繁栄した、と映画は論じた。

### 政治的な問題
番組は、財政的、観念的、政治的な利益によって気候研究の正しさは傷つけられているという主張をいくつも行った。
- 気候科学の予算の増加について。映画によれば、地球温暖化に関係するどんな研究も予算が増額され、「今ではもっとも予算がある科学の分野のひとつだ」という。
- 地球温暖化の研究のための予算の増加の可能性について。助成金がほしい科学者は、その研究助成金が地球温暖化に関係していれば、その予算が通り助成金を得られる可能性がずっと増えると映画は主張した。
- 既得権益の影響について。人為的な温暖化の理論によって数十万人が科学やメディアや政府で職を得て援助を受けているのだから、この理論の支持者のほうが反対者より既得権益の影響を受けていると論じた。
- 反対する観点の抑圧について。番組によれば、地球温暖化が人為的であるという理論に反対の声をあげる科学者は迫害されたり、殺すと脅されたり、予算を失ったり、個人攻撃を受けたり、評判を失ったりする可能性があるという。
- イデオロギーの役割について。地球温暖化が人為的であるという理論の支持者の中には、資本主義や経済発展、グローバリゼーション、工業化、アメリカに反対する感情的で観念的な理由から支持しているものもいると映画は述べた。
- 政治の役割について。地球温暖化が人為的であるという理論は イギリスの保守党の首相マーガレット・サッチャーによって、原子力の推進のためと国有石炭産業の炭鉱労働組合のストライキの影響を減らすために宣伝されたと主張する。
- 産業の役割について。地球温暖化の懐疑主義者が私的な産業（石油、ガス、石炭産業のような）に財政支援をされているという主張は間違いで実際には根拠がないと映画は論じた。

### 地球温暖化のコンセンサスの否定
気候学者の間の地球温暖化についてのコンセンサスと思われているものは存在しない、と映画は論じた。
- IPCC の参加者の立場について。「2500人の一流の科学者」が気候変動に関する政府間パネル（IPCC）の人為的温暖化に関する理論の報告を支持したというのは間違っている、と番組は主張した。実際、番組によれば、多くの政治家や科学者でない者、さらに名前を消すことを要求したが拒否された多くの反対者が含まれている。
- IPCC 参加者の表記の正確性について。IPCCの報告書は、選択的に論じることで、報告書に貢献した科学者の視点を不正確に伝えていると映画は論じた。映画ではパスツール研究所の Paul Reiter の場合を強調した。Reiter は、IPCCは彼の専門家としての意見を大きく扱わなかったと抗議した。IPCCは、Reiter が法的手段をとると脅すまで Reiter の名前を貢献者として載せつづけ削除しなかった、と映画は述べた。
- 反対する見解の抑圧について。番組によれば、人為的な地球温暖化の概念は凶暴さと宗教的な熱をもった強さで宣伝されているという。懐疑主義者は異端者として扱われ、ホロコースト否認論者と同一視される。大学教授を引退した Tim Ball は映画の中（と後の出版物）で、地球温暖化に対して懐疑的な発言をしたせいで殺すと脅迫する手紙を受け取ったと述べた[23]。

### アフリカの発展の夢をつぶすこと
- 作家で経済学者の James Shikwati は、環境保護主義者はアフリカが化石燃料を使用するのに反対している、と映画の中で言った。「アフリカの夢を壊そうと熱心な者がいる。そしてアフリカの夢とは発展することだ。」彼は再生可能エネルギーは『贅沢な実験』であり、豊かな国ではうまくいくがアフリカでは決してうまくいかないと言った。「太陽電池パネルがどうやって製鉄所を動かすのかわからない。我々は「資源に手をつけるな」「石油に手をつけるな」「石炭に手をつけるな」といわれているのだ。これは自殺だ。」
- 映画の中ではケニアの診療所の例が示された。そこでは太陽電池で電気が供給されているが、その電力は薬用保冷庫と照明の両方には十分でない。映画は、世界でもっとも貧しい人々を代替エネルギーに制限する考えは「地球温暖化キャンペーンのもっとも倫理的に矛盾した点だ」とした。

## 反響、批判および批判によってなされた変更点
この番組は 250万人の視聴者を得、視聴率は 11.5% であった。イギリスの規制機関である Ofcom には2007年4月25日の時点で 246通のクレームがあり、その中には番組がデータを改竄していることや、Durkin のこれまでの経歴を公開していないということを指摘するものもあった。チャンネル4はこの番組について 758 の電話とメールがあり、賛成のものと抗議のものの比率は6対1であったと明かした。
科学者からの批判に従い、映画の内容は初めて チャンネル4で放送されたものから変更された。ひとつのグラフの時間軸が付け替えられ、火山が人間よりも多くのCO2を排出するという主張は削除され、Carl Wunsch のインタビューは、本人がインタビューの使われ方に異議を唱えたので、番組の国際版と DVD 版からは削除された。
映画で使われたその他の科学的な議論についても、関係する分野の科学者によって反証済みであったり誤解を招くものであったりするとされたものがある。さらに、この番組は一面的で、多くの工業化した国の学会や科学機関に支持されている主流の温暖化に対する立場が間違って説明されている、という批判もある。

### 科学者から反応
- IPCC はこのドキュメンタリーの主な標的の一つであった。この番組の放送に対して、John T. Houghton（IPCC 科学評価作業部会の1988年から2002年までの副議長）は主な主張と結論を評価した。Houghton によれば、番組は「真実と半端な事実と間違いの混ざったもので、地球温暖化の科学の信用を落とすためだけに作られている」という。さらに、この見解は多くの工業化した国や中国、インド、ブラジルなどの学会を含む科学コミュニティに支持されている、と Houghtonは付け加えた。Houghton は、地球平均気温の変動が自然変動の範囲内であったり太陽の影響が主な要因であったりするという主張を却下した。さらに、火山噴火が化石燃料の燃焼よりも多くの二酸化炭素を放出するとか、気候モデルは複雑で気候変動の有用な予測をするかどうかは不確実であるとか、IPCCの手続きは偏向しているといった主張も却下した。Houghton は氷床コアのサンプルからCO2が温度によって変動させられていることを認めたが、「CO2と温度の相関関係が地球温暖化の主な証拠としてIPCCで提出されたという番組の主張は間違いである。例えば、私はよく気候変動についての講義の中でこのグラフを見せるが、これは増加した二酸化炭素によって地球温暖化が起きていることの証拠にはならないといつも注意している。」と書いた[5]。

- British Antarctic Survey は "The Great Global Warming Swindle"についての声明を発表した。その声明は番組に対して強く批判するものであった。声明の中では、間違った時間軸のグラフを使用したことを指摘していた。さらに太陽活動についての番組の主張に対しても次のように書き、批判的であった。「歪められたデータと正しいデータを比べれば、特に最近20年では太陽活動のプロットは気温のカーブとまったく似ていないことがわかる。」科学的な方法とチャンネル4の編集方針を比べ、声明は次のように述べた。「科学者がチャンネル4がやったようなデータの間違いを犯したと発覚したら、重大な職業上の不正として問題になるだろう。」声明では、フィードバックを根拠に用い、気温がCO2の前に上昇することを説明した。火山由来のCO2の問題に関しては、声明は次のように述べた。

- University of Reading の気象学の教授であり、イギリスの Natural Environment Research Council の最高責任者である Alan Thorpe はNew Scientist 誌で映画についてコメントした。Thorpe は次のように書いた。「第一に、映画の主な主張について扱おう。宇宙線が地球の大気に入ってきたり入ってこなくなったりすることが、CO2や他の気体の濃度より気温の変動をよく説明できるという主張だ。これは新しい主張ではなく、明らかに間違っている。宇宙線が重要な役目を果たしているという信頼できる証拠はない。懐疑主義を重要視することは良いが、証拠で遊ぶべきではない。」[29]
- イギリス王立協会はこの映画に対してプレスリリースを発表した。その中で、王立協会の会長であるマーティン・リースは、気候変動に関する支配的な科学的意見を再び表明し、次のように付け加えた。

- 37人のイギリスの科学者が、番組に抗議する手紙に署名した。その手紙には次のように書かれていた。「我々は、あなたの番組には事実と観点の間違った表示があり、それらの間違いは非常に深刻で、訂正なしに再度放映されることがあれば公の利益に反することになると確信している。気候変動の問題の重要性を考慮すれば、公の議論はバランスが保たれ十分に情報が与えられていることが不可欠である。」[30]
- 2007年7月5日にガーディアン紙は、Rutherford Appleton Laboratory の太陽物理学者である Mike Lockwood 教授が "The Great Global Warming Swindle" に対する回答という意味もある研究を行い、ドキュメンタリーの鍵となる主張のひとつ、つまり地球温暖化が太陽活動と直接的に相関しているということが反証されたと報じた。Lockwood の研究では、地表の気温は安定して上昇していたにもかかわらず1987年以降太陽活動は減衰したことがわかった。この研究は王立協会誌に出版される予定であり、過去100年の太陽のデータと気温のデータを使っていた[31]。
この研究についての BBC のインタビュー[32]の中で、Lockwood はドキュメンタリーの中で示されたグラフについてコメントした。

- David Jones、Andrew Watkins、Karl BraganzaとMichael Coughlan による批判が Bulletin of the Australian Meteorological and Oceanographics Society の20巻に掲載された[33]。

- 『"The Great Global Warming Swindle" の嘘を暴露する』と題した公開フォーラムがキャンベラの オーストラリア国立大学 で2007年7月13日に行われ、オーストラリア国立大学やアメリカのスタンフォード大学、ARC Centre of Excellence for Coral Reef Studies の科学者たちは、この映画で示されたものは「気候変動の懐疑主義者たちの主張に科学的な議論における欠陥と嘘が混ざった事実があるということだ」と表明した[34]。

### 映画の出演者による批判
映画で取り上げられた科学者のうち、Carl Wunsch と Eigil Friis-Christensen の2人は、映画の中での使われ方に同意しないと言った。

### Carl Wunsch
Carl Wunsch はマサチューセッツ工科大学の海洋物理学の教授であり、初めは番組に取り上げられた。後に彼は映画の中で「完全に間違って」取り上げられ、インタビューされることに同意したときは「まったく誤解させられた」と言った。彼はこの映画について「ひどく歪められたもの」で、「第二次世界大戦以来の純粋なプロパガンダに近い」と言った。Wunsch は法的手段も考えており、イギリスの報道規制機関であるOfcomに抗議を申し立てたと報じられた。制作会社は、誤解させたことを否定し、Wunsch の担当者ははっきりと番組は「CO2の排出が主に最近の地球温暖化を引き起こしているという考えを批判的に検証する」と伝えた。映画製作者のDurkin は、「Carl Wunsch はだまされて番組に出演したなんてことはまったくない。これは我々の彼への対応から完全に明らかだ。彼のコメントが文脈から外れているということもない。彼のインタビューは番組で使われたように、彼の言ったことをそのまま伝えたものだ。」と答えた。Wunsch はその後、「Durkin は私の視点をはっきり理解してるのに、映画の中での使い方によって私が言おうとしたことの逆を伝えようとした」と言った。
Wunsch は、気候変動の議論の極端な主張はまずいことを認めたが、彼は2007年3月15日の手紙の中で、「気候変動は『現実であり、大きな脅威であり、人間由来の大きな部分がほとんど確実に存在する』と信じている」と書いた。さらに彼は、科学的な事実が過剰に脚色されて保証のない外挿をされていることに対してバランスをとろうとする番組に貢献するつもりだった、と言った。彼はインタビューの使われ方に意義を申し立て、次のように書いた。
2007年3月11日、インデペンデント紙は Carl Wunsch の反論を取り上げ、チャンネル4に対して、「信頼に対する深刻な挑戦」であると言われたものに応答するよう要求した。チャンネル4の広報は次のように言った。
Wunsch は、制作会社である Wag TV から、間違った演出もされていないし誤解もさせられていないという表明をしないなら名誉毀損で訴えると脅す手紙を受け取ったと言った。Wunsch はこれを拒否した。
Wunsch の抗議によって、彼のインタビューは海外版とDVD 版からは削除された。
Durkin は Wunsch が彼のインタビューを削除するように要求した理由を発表したが、2007年12月7日に Wunsch はその発表は新しいさらなる歪曲だとして次のように応答し、Durkin が発表した削除要求の理由は間違いだと述べた。
オーストラリア放送協会(ABC) がこの映画を放送した後、ABC の Lateline のインタビューの間、Wunsch は彼の Durkin の『詐欺』 への批判を繰り返し強調した。

### Eigil Friis-Christensen
Eigil Friis-Christensen の研究は、気候への太陽活動の影響についての主張を支持するために、Durkin の番組とその後の弁護に使われていた。Friis-Christensen は環境研究員の Nathan Rive とともに、太陽のデータが使われた方法を批判した。
番組が科学的に正確かどうかというインデペンデント紙の質問に答えて、Friis-Christensen は次のように言った。「いや、科学者として私だったら説明するいくつもの点が説明されていなかったと思う。（中略）番組が正確でなかったのは明らかだ。」
番組で使われた "Temp & Solar Activity 400 Years" のグラフ（このグラフでは1610-1710の100年間の線が完全に一致しているが、元のデータにはこの時期のデータにはなかった）に対する Eigil Friis-Christensen の批判の後に、Durkin は Friis-Christensen に間違いを明らかにしたことに対する次のような感謝の電子メールを送った。「これは我々全員が見逃していた困ったミスで、将来の放送では修正されるだろう。我々の議論を変更することはない。」

### その他の反応
イギリス王立協会の元広報の Bob Ward は、イギリスのメディア規制機関 Ofcom に対して映画の不正確性について抗議した（イギリスの放送法は、大きな政治問題や産業の議論について公平性を要求している）。

### DVD の発売に対する反応
37人の気候学者が Martin Durkin に対して手紙を書き、映画のDVD の発売を中止するよう要請した。手紙には、「Durkin は科学的な証拠と研究者の解釈を間違って伝えている」と書かれていた。Durkin はこれに対し、「彼らが"The Great Global Warming Swindle" を抑圧しようとするのは、映画の科学が彼らを傷つけたからだ」と書いた。

## 参考資料
1. 1 2  "Global warming labeled a 'scam'" Archived 2007年3月8日, at the Wayback Machine., Washington Times
2. 1 2 3  Lean, Geoffrey (2007年3月12日). “Climate change: An inconvenient truth... for C4”.   The Independent. 2007年3月12日閲覧。
3. 1 2 3 4 5 6  Wunsch, Carl (2007年3月11日). “Partial Response to the London Channel 4 Film "The Great Global Warming Swindle"”. 2007年3月13日閲覧。
4. 1 2 3  Regarding: “The Great Global Warming Swindle”, broadcast in the UK on Channel 4 on 8 March, 2007
5. 1 2 3 4  Houghton, John. “The Great Global Warming Swindle”.   The John Ray Initiative. 2007年3月12日閲覧。
6. 1 2  “The Great Global Warming Swindle: open letter to Martin Durkin”.   Climate of Denial (2007年4月24日). 2007年4月28日閲覧。
7. 1 2  BAS Statement about Channel 4 programme on Global Warming
8. ↑  「地球温暖化詐欺」はどっちでしょう, 温暖化いろいろ
9. 1 2  Swindled! in RealClimate
10. ↑  “The Great Global Warming Swindle” is itself a Fraud and a Swindle, Bill Butler
11. 1 2  PURE PROPAGANDA - THE GREAT GLOBAL WARMING SWINDLE, medialens
12. ↑  Ofcom Broadcast Bulletin, Issue 114 Archived 2010年2月15日, at the Wayback Machine., Ofcom
13. ↑  Exxon Secrets
14. ↑  The Great Global Warming Swindle from Channel4.com Archived 2007年3月10日, at the Wayback Machine., Channel 4.com
15. ↑  Five major misrepresentations of the scientific evidence in the DVD version of 'The Great Global Warming Swindle', Bob Ward
16. ↑  Refuting The Great Global Warming Swindle television program, CSIRO
17. ↑  THE GREAT GLOBAL WARMING SWINDLE - SCIENTISTS RESPOND, Australian Science Media Centre
18. 1 2  “The Great Global Warming Swindle”: a critique.”. 2007年7月12日閲覧。
19. 1 2  The Royal Society’s response to the documentary "The Great Global Warming Swindle", The Royal Society
20. ↑  Connor, Steve (2007年3月14日). “The real global warming swindle”.   The Independent. 2007年7月15日時点のオリジナルよりアーカイブ。2007年3月14日閲覧。
21. 1 2  MSNBC (25 April 2007). "Scientists want edits to warming skeptic's film."
22. ↑  Veizer, Ján (2005年3月). “Celestial Climate Driver: A Perspective from Four Billion Years of the Carbon Cycle”. 2008年7月12日閲覧。
23. ↑  “Scientists threatened for 'climate denial'”. 2007年5月20日閲覧。
24. ↑  “'Global Warming Swindle' sparks debate” (2007年3月15日). 2007年3月29日閲覧。
25. ↑  “'Move to block emissions 'swindle' DVD” (2007年4月25日). 2007年4月25日閲覧。
26. 1 2  “C4 accused of falsifying data in documentary on climate change - Independent Online Edition”. 2007年5月10日時点のオリジナルよりアーカイブ。2007年5月20日閲覧。
27. ↑  "The “Great Global Warming Swindle”: a complaint to Ofcom"
28. ↑  www.amos.org.au/BAMOS_GGWS_new.pdf Archived 2007年7月26日, at the Wayback Machine.
29. ↑  
Thorpe, Alan (2007-03-17), “Fake fights are not helping climate science”, New Scientist:  24
30. ↑  The Great Global Warming Swindle: open letter to Martin Durkin, Climate of denial
31. ↑  The Guardian: Temperature rises 'not caused by Sun'
32. ↑  'No Sun link' to climate change, BBC NEWS
33. ↑  Australian Meteorological and Oceanographic Society Archived 2007年6月26日, at the Wayback Machine.
34. ↑  “ARC Centre of Excellence for Coral Reef Studies”. 2007年11月17日閲覧。
35. 1 2 3  Goldacre, Ben; Adam, David (2007年3月11日). “Climate scientist 'duped to deny global warming'”.   Guardian Unlimited. 2007年3月12日閲覧。
36. ↑  Lean, Geoffrey (2007年3月18日). “Global warming is a 'weapon of mass destruction'”.   The Independent. 2007年3月18日閲覧。
37. 1 2  “Lateline - 12/07/2007: My words were twisted in global warming documentary: expert”. 2007年7月13日閲覧。
38. ↑  "There is climate change censorship - and it's the deniers who dish it out", Guardian Newspaper
39. ↑  Johnston, Ian (2007年4月25日). “C4 film denying global warming under fire”.  The Scotsman. 2007年4月27日閲覧。